# New Again
New Again es el cuarto álbum de estudio de la banda Taking Back Sunday, presentado a través de Warner Bros. Records el 1 de junio de 2009. es el primer y único álbum de incluir el guitarrista Matthew Fazzi después de la salida de Fred Mascherino a finales de 2007. el álbum fue producido por David Kahne, con una selección de pistas también producido por Matt Squire. producción adicional en todas las pistas hecho por Jamie Siegel.
En 2010, después de la promoción para el álbum había terminado en gran medida, la banda anunció que Fazzi y el bajista Mateo Rubano ya no formaban parte de la banda. Los exmiembros de la banda John Nolan y Shaun Cooper pronto se reunieron con la banda para lanzar su LP homónimo  Taking Back Sunday  en 2011. a partir del lanzamiento de su álbum del mismo nombre, las canciones de New Again, casi nunca se tocan en sus conciertos. La razón de esto es desconocida.

## Lanzamiento y promoción
El nombre del álbum, New Again, se anunció a través de la página de la banda MySpace el 6 de noviembre de 2008. El nombre fue elegido porque Adam Lazzara sentía que eran una nueva banda, dijo: " Nos pateamos en torno a un montón de diferentes títulos , pero este siempre se mantuvo en el top de la lista, y eso es porque realmente se siente como una nueva banda ".La banda lanzó un vinilo de 7" con  "Carpatia" y una versión en vivo de "Catholic Knees" el 18 de abril de 2009.

## Canciones
Todos los temas escritos y compuestos por Taking Back Sunday.
1. "New Again" – 3:33
2. "Sink into Me" – 3:03
3. "Lonely, Lonely" – 2:49
4. "Summer, Man" – 3:51
5. "Swing" – 3:26
6. "Where My Mouth Is" – 3:52
7. "Cut Me Up Jenny" – 3:52
8. "Catholic Knees" – 2:48
9. "Capital M-E" – 2:49
10. "Carpathia" – 3:09
11. "Everything Must Go" – 4:44